# Pontiac Sunfire
Pontiac Sunfire – samochód osobowy klasy kompaktowej produkowany pod amerykańską marką Pontiac w latach 1994 – 2005.

## Historia i opis modelu

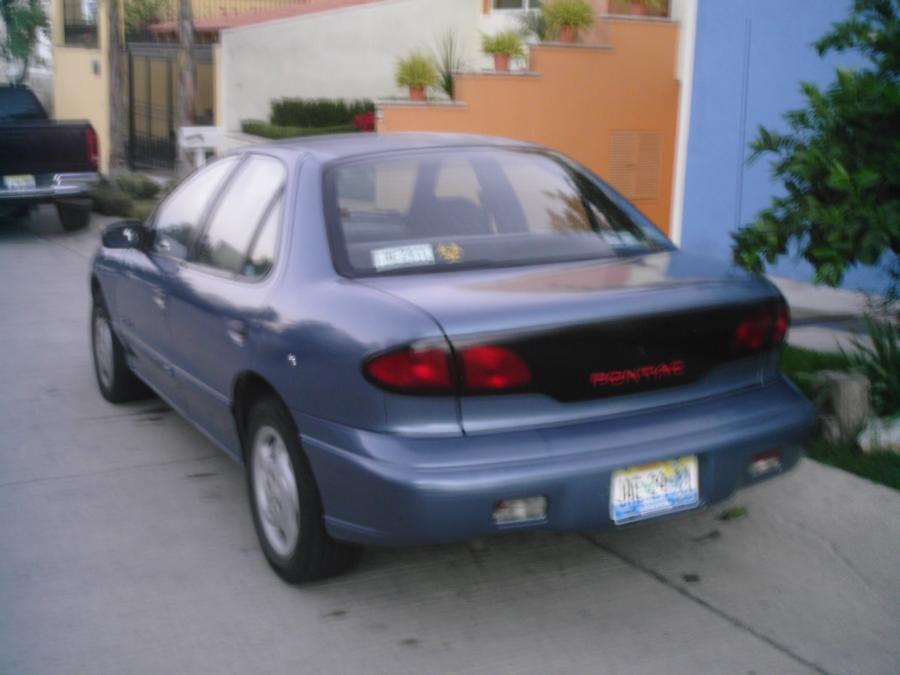
Pontiac Sunfire - tył

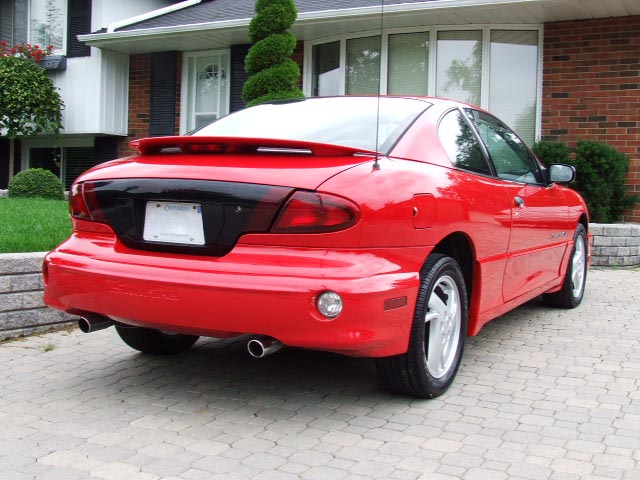
Pontiac Sunfire Coupe

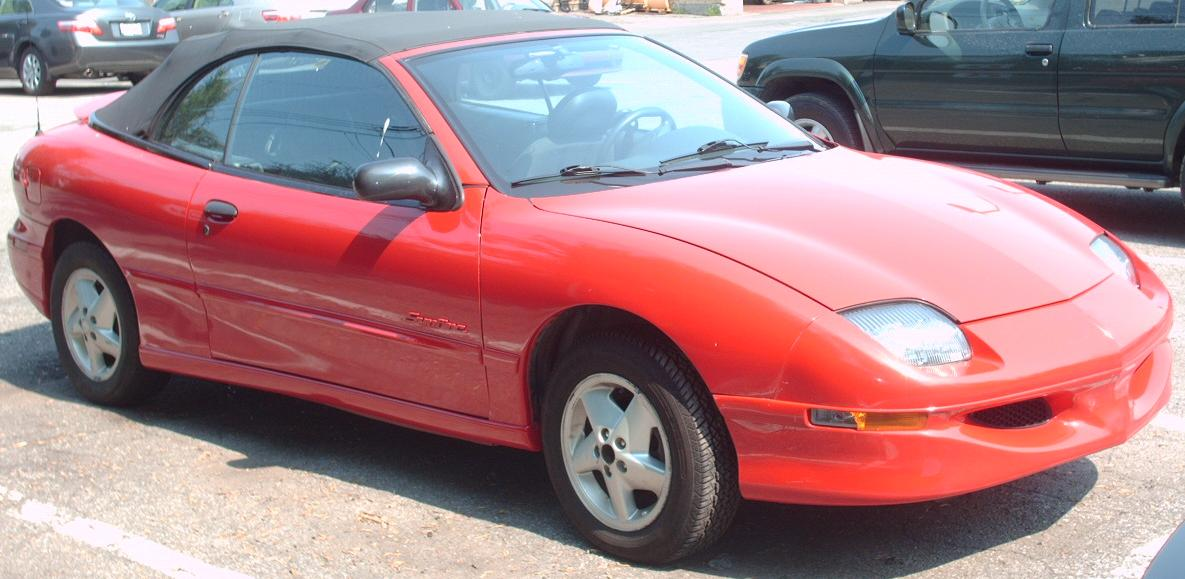
Pontiac Sunfire Cabriolet

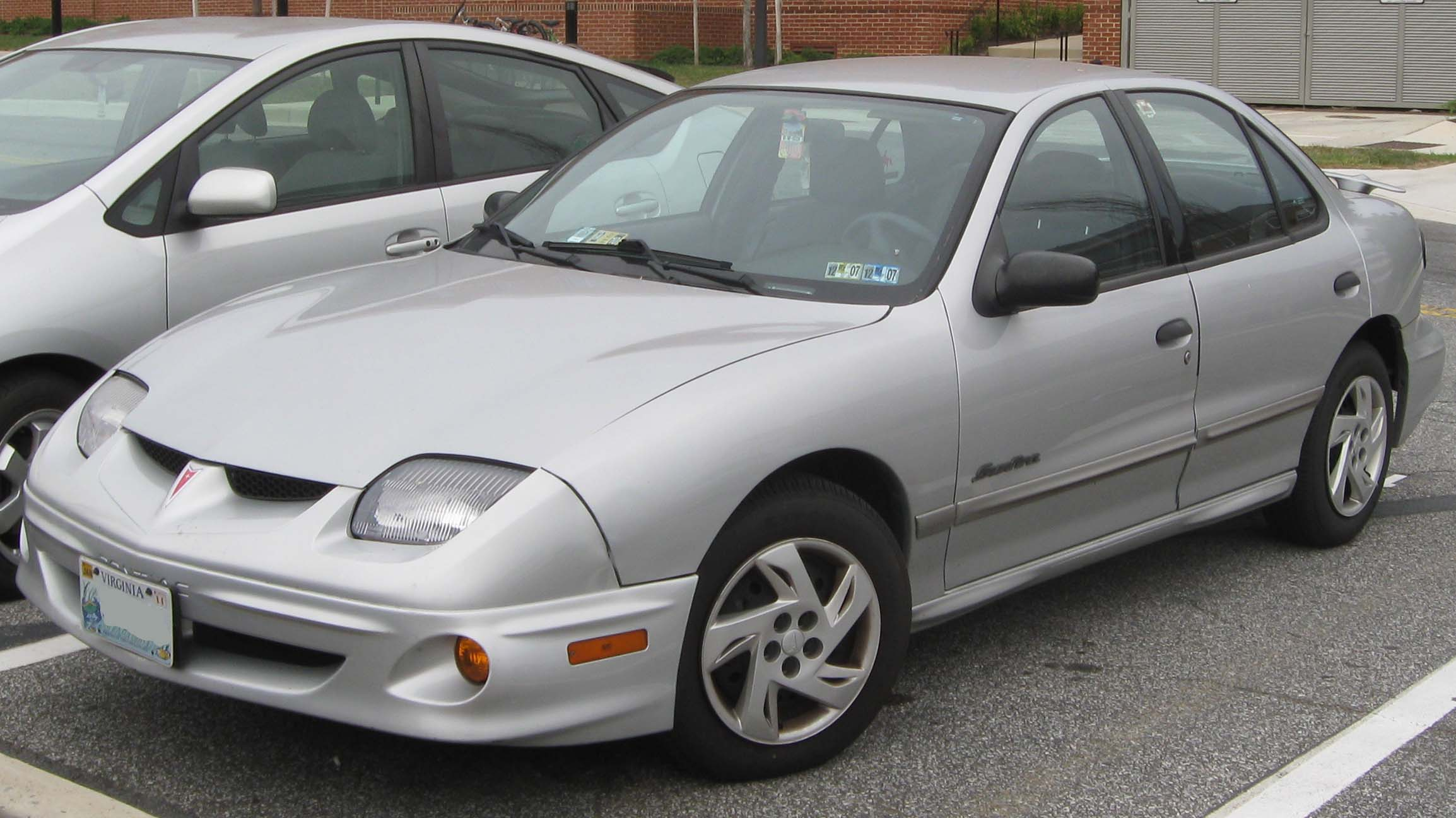
Pontiac Sunfire po pierwszym liftingu

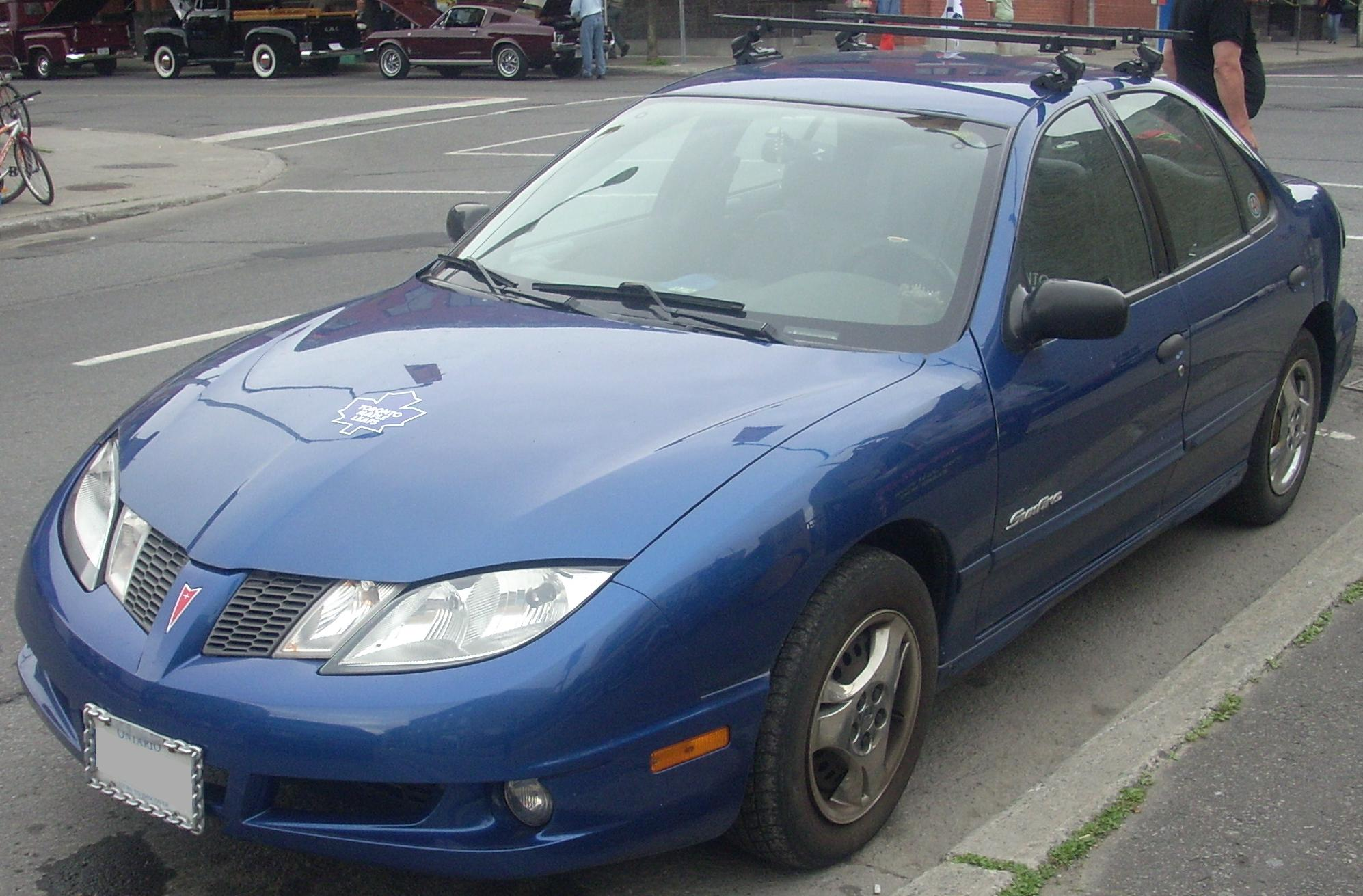
Pontiac Sunfire po drugim liftingu

Sunfire zadebiutował w 1994 roku jako następca modelu Sunbird. Samochód zbudowano na nowej platformie koncernu General Motors J-body, na której oparto także bliźniaczą konstrukcję Chevroleta - model Cavalier. Kompaktowy model Pontiaca przyjął charakterystyczne proporcje z podłużną maską, krótkim tyłem i nisko osadzonym nadwoziem. Wprowadzono rozbudowane zmiany konstrukcyjne w celu poprawy poziomu bezpieczeństwa, a także poprawiono jakość materiałów wykończeniowych w stosunku do poprzednika.
Poza 4-drzwiowym sedanem, Sunfire można było nabyć także w wersji coupé lub kabriolet. Po modernizacji z 2000 roku zakończono produkcję wersji ze składanym dachem, okrajając tym samym ofertę do sedana i coupe.

### Pierwszy lifting
W 1998 roku Pontiac Sunfire przeszedł pierwszą modernizację, w ramach której zmieniono wygląd przednich i tylnych zderzaków. Pojawiło się inne ukształtowanie przednich wlotów powietrza, atrapa chłodnicy między reflektorami i zmiany w wyposażeniu.

### Drugi lifting
W 2002 roku Pontiac przeprowadził drugą, znacznie obszerniejszą modernizację Sunfire. Pojawił się zupełnie nowy wygląd pasa przedniego, z charakterystycznymi owalnymi reflektorami z dodatkowymi, kwadratowymi kloszami. Zmieniono też wygląd pasa tylnego, gdzie zmodyfikowano głównie kształt tylnych lamp.

### Koniec produkcji
Trwająca 11 lat produkcja Pontiaca Sunfire została ostatecznie zakończona w amerykańskich i meksykańskich zakładach General Motors w czerwcu 2005 roku. Jego miejsce zastąpił model Pursuit, który później zmienił nazwę na G5.

### Wyposażenie
Model dostępny był w dwóch wersjach wyposażenia, standardowej oraz GT. Pakiet GT dostępny był tylko z dwudrzwiowym nadwoziem, nabywca otrzymywał: sportowy przedni zderzak, lampy przeciwmgielne, podwójną końcówkę rury wydechowej, 16-calowe alufelgi oraz mocniejszy silnik LD9. Coupe było dostępne na terenie Stanów Zjednoczonych w latach 2003–2005. Sprzedaż sedanów w Kanadzie i Meksyku trwała aż do końca produkcji modelu.

### Bezpieczeństwo
IIHS wystawiło modelowi Sunfire notę Poor przy zderzeniach czołowych.
Wyniki testu wersji coupe:
- Bezpieczeństwo kierowcy przy zderzeniu czołowym:
- Bezpieczeństwo pasażera przy zderzeniu czołowym:
- Bezpieczeństwo kierowcy przy zderzeniu bocznym:
- Bezpieczeństwo pasażera przy zderzeniu bocznym:
- Dachowanie:

Wyniki testu wersji sedan:
- Bezpieczeństwo kierowcy przy zderzeniu czołowym:
- Bezpieczeństwo pasażera przy zderzeniu czołowym:
- Bezpieczeństwo kierowcy przy zderzeniu bocznym:
- Bezpieczeństwo pasażera przy zderzeniu bocznym:
- Dachowanie:

### Silniki
- 1995 – 2,3l (138 cu in) Twin Cam R4, 150 hp (116 kW), 203 N·m
- 1995–1997 – 2,2l (134 cu in) 2200 R4, 120 hp (89 kW), 176 N·m
- 1998–2002 – 2,2l (134 cu in) 2200 R4, 115 hp (86 kW), 183 N·m
- 1996–2002 – 2,4l (146 cu in) LD9 R4, 150 hp (112 kW), 210 N·m
- 2002–2005 – 2,2l (134 cu in) Ecotec R4, 140 hp (104 kW), 203 N·m